# Union Internationale des Associations de Guides de Montagnes
L'Union International des Associations de Guides de Montagnes (in italiano Unione internazionale delle associazioni di guide di montagna), spesso abbreviata in UIAGM, è la federazione internazionale che riunisce le associazioni di guide di montagna. 
Federa circa 6000 guide provenienti da 20 paesi.
La federazione è conosciuta con l'abbreviazione nelle tre seguenti lingue: francese, inglese e tedesca:
- UIAGM, Union International des Associations de Guides de Montagnes (francese)
- IFMGA, International Federation of Mountain Guide Associations (inglese)
- IVBV, Internationale Vereinigung der Bergführerverbande (tedesco)

## Storia
L'associazione è stata fondata nel 1965 a Zermatt, unendo associazioni italiane, francesi, austriache e svizzere. Il primo statuto risale al 1966.

## Scopi
L'associazione, che media in caso di scontro fra gli associati e adotta una politica a favore degli scambi internazionali, si prefigge l'obiettivo di rendere uniformi i regolamenti delle associazioni nei vari Stati, con l'obiettivo di permettere a chi già esercita la professione di guida alpina di esercitarla senza difficoltà anche all'estero. L'associazione, inoltre, studia i problemi legati all'esercizio della professione anche dal punto di vista economico.